# Anunciación entre los santos Ansano y Margarita
La Anunciación entre los santos Ansano y Margarita (en italiano Annunciazione tra i santi Ansano e Margherita)  es un tríptico pintado al temple por el pintor italiano Simone Martini en colaboración con Lippo Memmi. Fue pintado en 1333. La parte central es tres veces más ancha que las laterales: 184 cm de alto por 114 cm de ancho; los compartimentos laterales tienen unas dimensiones de 105 por 48 cada uno. Se exhibe actualmente en la Galleria degli Uffizi en Florencia. Está considerada la obra maestra de Simone Martini y de la escuela sienesa y de la pintura gótica en general. Fue realizado para un altar lateral de la catedral de Siena.

## Historia
De la obra se conoce una documentación que confirma la firma y la fecha puesta sobre una esquina, visible en el único fragmento antiguo inserto en el actual ensamblaje decimonónico. Están documentados los nombres de Simone y cuñado Lippo Memmi, pero se desconoce qué es lo que se debe atribuir a cada uno de los pintores. Sólo sobre la base de consideraciones estilísticas se ha elaborado la hipótesis de que la parte central con la Anunciación se atribuye a Simone y los dos santos y los tondos con los profetas son de Lippo. 
Una obra de género, de extraordinaria finura lineal, no tiene modelos coetáneos en Italia, pero acaso sí surgen parecidos cuando se compara con los manuscritos miniados por la corte francesa o con las pinturas más fantasiosas producidas en Alemania o en Inglaterra. Esta "manera" norte-europea allanó el camino para el reclutamiento de Simone Martini en el entorno de los pintores italianos en la corte papal de Aviñón, donde estuvieron presentes otros italianos, pero ninguno florentino, en cuando la clásica monumentalidad de la escuela giottesca no encontraba consenso en la sociedad gótica francesa.
La pintura fue encargada para el altar de san Ansano, uno de los protectores de Siena, en la catedral sienesa, donde permaneció hasta el año 1799, cuando el Gran Duque Pedro Leopoldo lo hizo transportar a Florencia, donde fue expuesto el mismo año en los Uffizi.

## Descripción

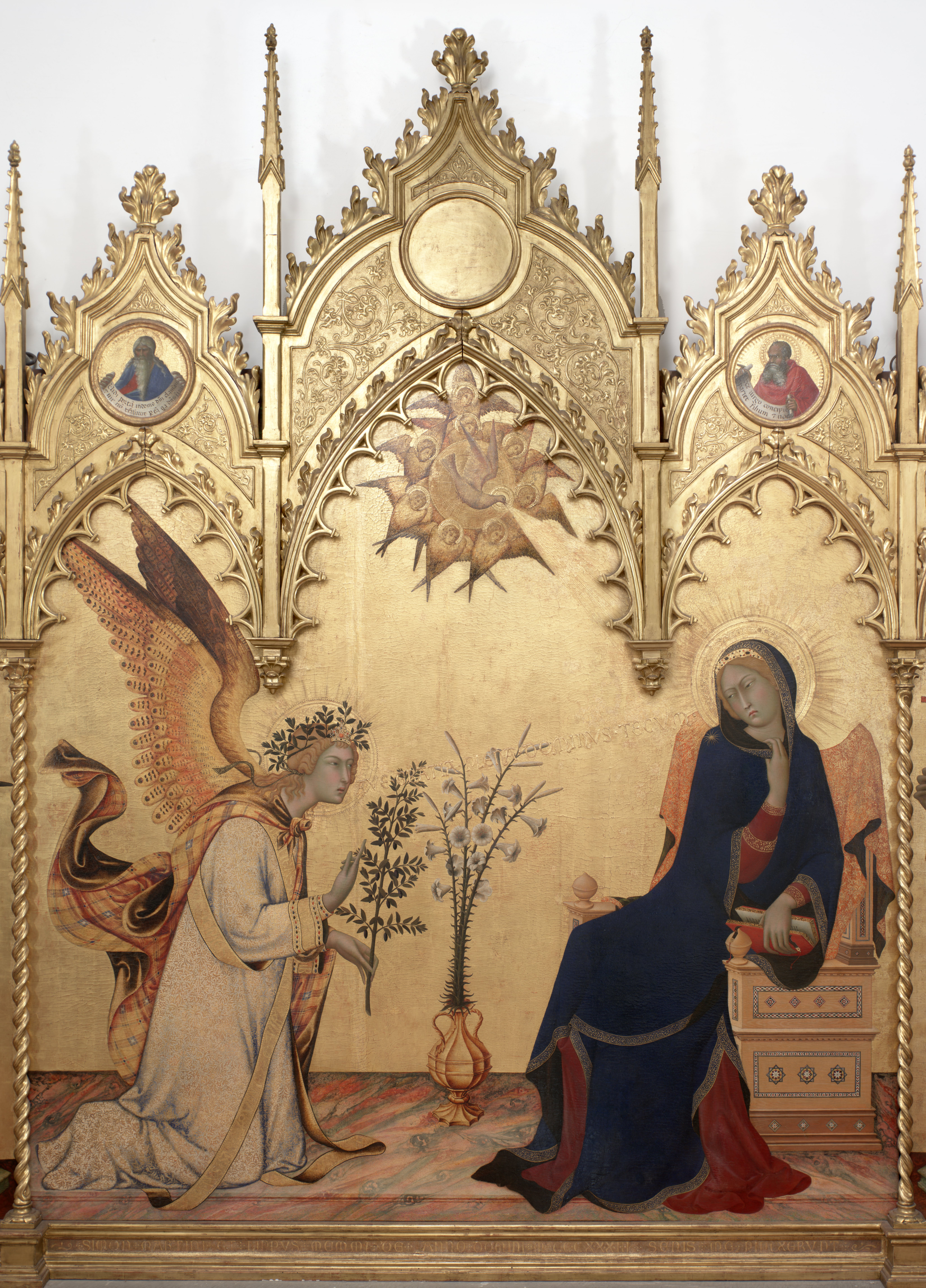
Anunciación.

La tabla está compuesta por un gran compartimento central, con la Anunciación, y por dos compartimentos laterales con san Ansano (a la izquierda) y una santa generalmente identificada como santa Margarita (a la derecha). San Ansano, patrón de Siena, lleva sus atributos: una bandera considerada como la “bandera de la Resurrección” que simboliza la victoria sobre la muerte. También, puesto que murió martirizado, lleva la palma.
Por encima hay cuatro tondos o medallones con profetas que son de izquierda a derecha: Jeremías, Ezequiel, Isaías y Daniel. Isaías porta un rollo con la profecía que aparece en la Biblia.

### El panel central
La escena central muestra a mano izquierda el ángel apenas aterrizado, con la capa todavía aleteante en un elegante arabesco y las alas, de una finísima trama de plumas doradas, todavía desplegadas. La Virgen, sentada en un trono de espacialidad incierta, un poco en perspectiva y un poco en axonometría, es sorprendida durante la lectura (el libro es también una llamada contra los adversarios de las profecías de las Sagradas Escrituras) e instintivamente tiene un gesto de hosquedad, cerrándose la capa con la mano y apretando los hombros, a medio camino entre la asustadiza castidad y la altanera hosquedad. Su expresión, con la boca estrecha y los ojos sutiles, es de extraordinaria gracia aristocrática pero también un poco alterada. Su ropa está compuesta según pasos rítmicos que tienen la fineza de un arabesco y que desmaterializan el cuerpo, devolviéndolo una pura línea decorativa: las piernas están de hecho aplanadas, apenas intuibles por la tendencia nerviosa del borde de la ropa. Los santos, por otro lado, tienen la misma fisonomía, debida al uso de modelos de carta para obtener la forma de las figuras, sin ningún interés en la representación individual.
El ángel Gabriel aparece en la parte izquierda del panel central. De su boca salen las palabras doradas, que aparecen en el Evangelio de San Lucas: Ave Maria, gratia plena, Dominus tecum, como un auténtico antepasado de los tebeos. Lleva en la mano una rama de olivo. En el borde de su túnica aparecen bordadas otras palabras. Completa la escena un pavimento de mármol moteado (espacialmente incoherente con el de los paneles laterales) sobre el que en el centro se encuentra una preciosa jarra dorada con algunos lirios, flor mariana símbolo de pureza y virginidad; en lo alto se encuentra la paloma del Espíritu Santo rodeada por cabecitas de querubines alrededor. El fondo es una deslumbrante extensión de oro, que da a la escena una apariencia abstracta pero también extraordinariamente espiritual. Todo queda aún más en evidencia principalmente por los dorados de los vestidos y de otros detalles, según algunas técnicas que parece que Simone hubiera inventado justo para esta obra. Esencialmente se trata de pintar sobre la hoja de oro, sea extendiendo caligráficamente el color y con veladuras para dejar a la vista el oro de abajo, el "palliatura", visible en las alas del ángel, sea arañando sucesivamente el color para crear motivos adamascados, como en el vestido del ángel. A ello debe añadirse el rico punzonado, la elaboración con el buril y con el cincel de detalles como las aureolas o los bordes de los vestidos, que crean una superficie pictórica extremadamente preciosa y de calidad altísima. El uso de las veladuras fue una característica basilar de la dulzura de la pintura de Simone Martini, que en su entono de Aviñón si difundió haciendo de premisa para la gran pintura norteña del siglo XV y la técnica del color al óleo.

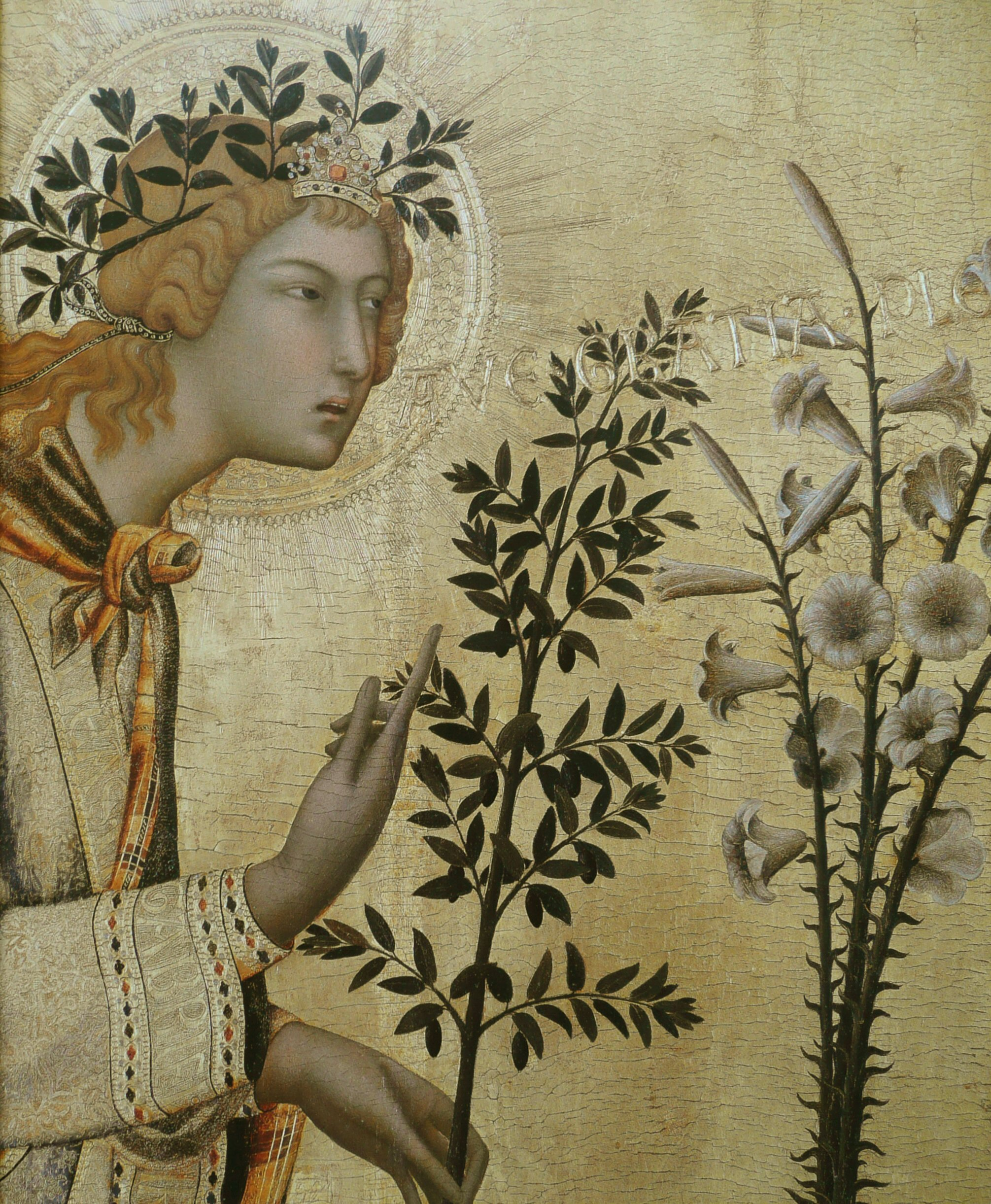
El ángel.

## Crítica
La obra es una de las más célebres de los Uffizi, desde que se desveló el interés por los "primitivos" y el arte gótico, del cual Simone Martini fue maestro indiscutido y anticipador del gótico cortés. Los hermanos Goncourt en la segunda mitad del siglo XIX quedaron fascinados por la pintura, pero vieron una sensualidad siniestra, en particular en el ángel, al que atribuyeron un "largo cuello de serpiente" y de una extraña "belleza perversa".
Bernard Berenson y Roberto Longhi hizo en lugar de ello de la ópera un símbolo del estilo lineal, parangonable por su elegancia a las miniaturas persas y a las mejores obras del arte chino y japonés. 
Cristina Acidini incluyó esta Anunciación en el libro Capolavori dell'arte (Obras maestras del arte), dedicado a las mejores realizaciones artísticas de todas las épocas y de todas las culturas.